# Rende Calcio 2004-2005
Questa voce raccoglie le informazioni riguardantii il Rende Calcio nelle competizioni ufficiali della stagione 2004-2005.

## Rosa
| N. |                   | Ruolo | Calciatore          |
| -- | ----------------- | ----- | ------------------- |
|    | Italia (bandiera) | C     | Mario Alfieri       |
|    | Italia (bandiera) | P     | Stefano Ambrosi     |
|    | Italia (bandiera) | D     | Alessandro Caridi   |
|    | Italia (bandiera) | C     | Vincenzo Catalano   |
|    | Italia (bandiera) | C     | Demetrio D'Agostino |
|    | Italia (bandiera) | D     | Ettore David        |
|    | Italia (bandiera) | A     | Alessio Galantucci  |
|    | Italia (bandiera) | C     | Carmelo La Spada    |
|    | Italia (bandiera) | A     | Fabio Longo         |
|    | Italia (bandiera) | C     | Giuseppe Lo Polito  |
|    | Italia (bandiera) | A     | Marco Maniero       |
|    | Italia (bandiera) | D     | Giovanni Montano    |

| N. |                   | Ruolo | Calciatore             |
| -- | ----------------- | ----- | ---------------------- |
|    | Italia (bandiera) | D     | Massimo Morelli        |
|    | Italia (bandiera) | C     | Ivan Moschella         |
|    | Italia (bandiera) | A     | Roberto Novello        |
|    | Italia (bandiera) | C     | Roberto Occhiuzzi      |
|    | Italia (bandiera) | C     | Giovanbattista Orlando |
|    | Italia (bandiera) | C     | Maurizio Perrelli      |
|    | Italia (bandiera) | A     | Maurizio Prete         |
|    | Italia (bandiera) | C     | Alessandro Riolo       |
|    | Italia (bandiera) | A     | Tomaso Tatti           |
|    | Italia (bandiera) | C     | Domenico Toscano       |
|    | Italia (bandiera) | A     | Bruno Trocini          |
|    | Italia (bandiera) | P     | Francesco Vitale       |